# Cohete (artículo pirotécnico)

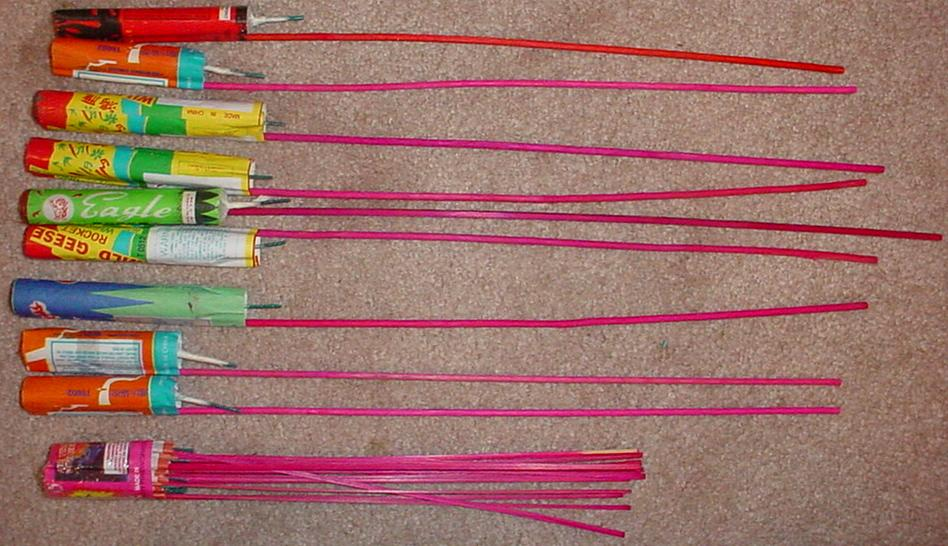
Cohetes

Un cohete, en términos pirotécnicos, es un cilindro cuyo interior contiene material explosivo dotado de una mecha para el encendido. La combustión inicial provoca el rápido ascenso del cohete, que a cierta altura explota violentamente. Estos cohetes suelen lanzarse en fiestas populares y celebraciones bien como medio de aviso de que algún acontecimiento va a comenzar (por ejemplo, el chupinazo de los Sanfermines de Pamplona (Navarra) o que ya ha finalizado, o bien en espectáculos nocturnos de fuegos artificiales. También existen cohetes como el pepinazo rociero y la cohetería amateur, una actividad que a veces suele confundirse con la pirotecnia.
Su uso es tradicional en las fiestas populares, sobre todo las religiosas. Por ejemplo, en México, en la conmemoración de la Virgen de Guadalupe, cada 12 de diciembre.

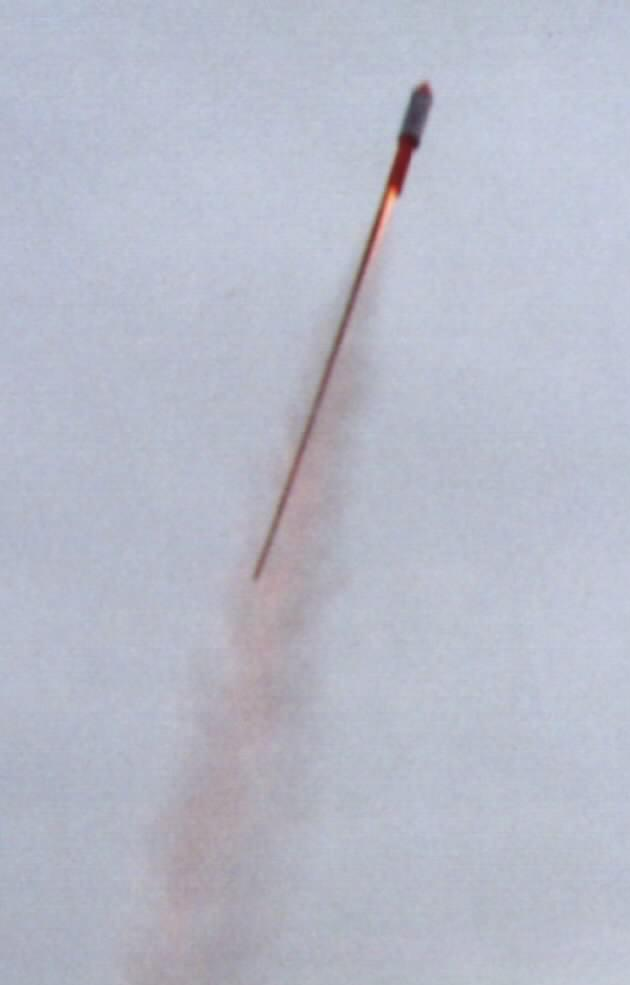
Cañita voladora en pleno vuelo

## Lista
- Avión
- Busca Pies
- Cañón
- Cebollita
- Cohetes de Botella
- Cohetes de Fuegos Artificiales
- Jarrito
- Huevo
- Paloma
- Ratón
- Volcán
- Brujitas